# Comté de Maricopa
Le comté de Maricopa, /ˌmærɪˈkoʊpə/, en anglais : Maricopa County, est un comté de l'État de l'Arizona aux États-Unis. Son siège de comté est la ville de Phoenix, également capitale de l'État. 
C'est dans ce comté, le plus peuplé d'Arizona, que se trouve le centre démographique de l'État, la ville de Gilbert. Selon le recensement des États-Unis de 2020, sa population était de 4 420 568 habitants, ce qui en fait le quatrième comté des États-Unis.
Il y a cinq réserves indiennes dans le comté de Maricopa. Le comté est baptisé en référence au peuple amérinidien des Maricopas.

## Politique
Le comté de Maricopa est considéré comme un faiseur de roi dans l'Arizona. Il représente en effet environ 60 % de l'électorat de l'État. Si la ville de Phoenix est acquise aux démocrates, sa banlieue tend vers les républicains, à l'image du comté dans son ensemble.

## Démographie
| Groupe            | Comté de Maricopa | Arizona | États-Unis |
| ----------------- | ----------------- | ------- | ---------- |
| Blancs            | 73,0              | 73,0    | 72,4       |
| Autres            | 12,8              | 12,1    | 6,2        |
| Afro-Américains   | 5,0               | 4,1     | 12,6       |
| Métis             | 3,5               | 3,4     | 2,9        |
| Asiatiques        | 3,5               | 2,8     | 4,8        |
| Amérindiens       | 2,1               | 4,6     | 0,9        |
| Océaniens         | 0,2               | 0,2     | 0,2        |
| Total             | 100               | 100     | 100        |
|                   |                   |         |            |
| Latino-Américains | 29,6              | 29,7    | 16,7       |

Selon l'American Community Survey, en 2017, 72,73 % de la population âgée de plus de 5 ans déclare parler l'anglais à la maison, alors que 2,91 % déclare parler l'espagnol, 0,61 % une langue chinoise et 5,75 % une autre langue.
| 1880  | 1890   | 1900   | 1910   | 1920   | 1930    |
| ----- | ------ | ------ | ------ | ------ | ------- |
| 5 689 | 10 986 | 20 457 | 34 488 | 89 576 | 150 970 |

| 1940    | 1950    | 1960    | 1970    | 1980      | 1990      |
| ------- | ------- | ------- | ------- | --------- | --------- |
| 186 193 | 331 770 | 663 510 | 971 228 | 1 509 175 | 2 122 101 |

| 2000      | 2010      | 2020      | - | - | - |
| --------- | --------- | --------- | - | - | - |
| 3 072 149 | 3 817 117 | 4 420 568 | - | - | - |

## Localités
- Apache Junction (une grande partie de la ville est située dans le comté de Pinal),
- Avondale,
- Buckeye,
- Carefree,
- Cave Creek,
- Chandler,
- El Mirage,
- Fountain Hills,
- Gila Bend,
- Gilbert,
- Glendale,
- Goodyear,
- Guadalupe,
- Laveen,
- Litchfield Park,
- Luke Air Force Base,
- Mesa,
- New River,
- Paradise Valley,
- Peoria (une partie de Peoria est située dans le comté de Yavapai),
- Phoenix,
- Queen Creek (une partie de la ville est située dans le comté de Pinal),
- Rio Verde,
- Scottsdale,
- Sun City,
- Sun City West,
- Sun Lakes,
- Surprise (Arizona),
- Tempe,
- Tolleson,
- Wickenburg,
- Youngtown